# Guerra anglo-española (1796-1802)
La guerra anglo-española (1796–1802) fue un conflicto que enfrentó a España, que contaba con el apoyo de Francia, con Gran Bretaña. Finalizó en 1802 con la firma del Tratado de Amiens, aunque la paz sólo duró hasta 1804, desencadenándose otra guerra hasta la invasión napoleónica a España.
Las batallas libradas en este periodo en las que intervino Francia quedaron enmarcadas en las guerras revolucionarias francesas. Aunque muchos de los choques en los que participó España terminaron en victorias para esta, la guerra anglo-española la desgastó mucho en los aspectos militar, político y económico.

## Antecedentes
Desde los años 30 del siglo xviii, los monarcas españoles y franceses, ambos pertenecientes a la dinastía Borbón, firmaron una serie de tratados, conocidos como Pactos de Familia, para hacer la guerra a Gran Bretaña. Sin embargo, en 1789 se produjo la Revolución Francesa y se abolió la monarquía en Francia. Esto puso fin a los pactos hispano-franceses y una serie de potencias europeas, incluida España, declararon la guerra al país galo para frenar la expansión del liberalismo político que ponía en peligro las coronas europeas.
La coalición monárquica fue vencida y se firmó la Paz de Basilea en 1795, que acabó con la llamada Guerra del Rosellón, librada entre 1793 y 1795 entre España y la república francesa. La Francia republicana era ya un hecho consumado, y el objetivo común de ambos países seguía siendo evitar la expansión del imperio británico.

## Desarrollo
En agosto de 1796 Manuel Godoy, primer ministro de Carlos IV, firmó con el representante francés el Tratado de San Ildefonso, en el Palacio Real de La Granja de San Ildefonso de Segovia. En el Tratado, ambas naciones acordaban iniciar una política conjunta contra Gran Bretaña y socorrerse militarmente en el caso de que una de las partes lo pidiera.
Ese mismo verano, España y Francia mandaron una flota conjunta de veinte navíos desde Cádiz a las pesquerías de Terranova, donde arrasaron con barcos y plazas británicas. En 1797 Gran Bretaña envió una escuadra al Caribe con el propósito de invadir la isla de Trinidad y la de Puerto Rico. La isla de Trinidad fue invadida pero Puerto Rico resistió el ataque. El mismo año, flotas de España y Gran Bretaña combatieron el cabo San Vicente, en las costas de Portugal (entonces aliado británico), choque que resultó favorable a las armas inglesas. Los británicos atacaron también la isla de Tenerife, pero la acometida fue rechazada por la artillería de la isla y el almirante británico Nelson perdió un brazo de un cañonazo en los combates. Los británicos también asaltaron Menorca, que había estado bajo soberanía británica durante varias décadas hasta que los españoles la reconquistaron en tiempos de Carlos III. También tuvieron lugar varios combates en la costa española peninsular: en Cádiz, Cartagena, Brión y Algeciras.

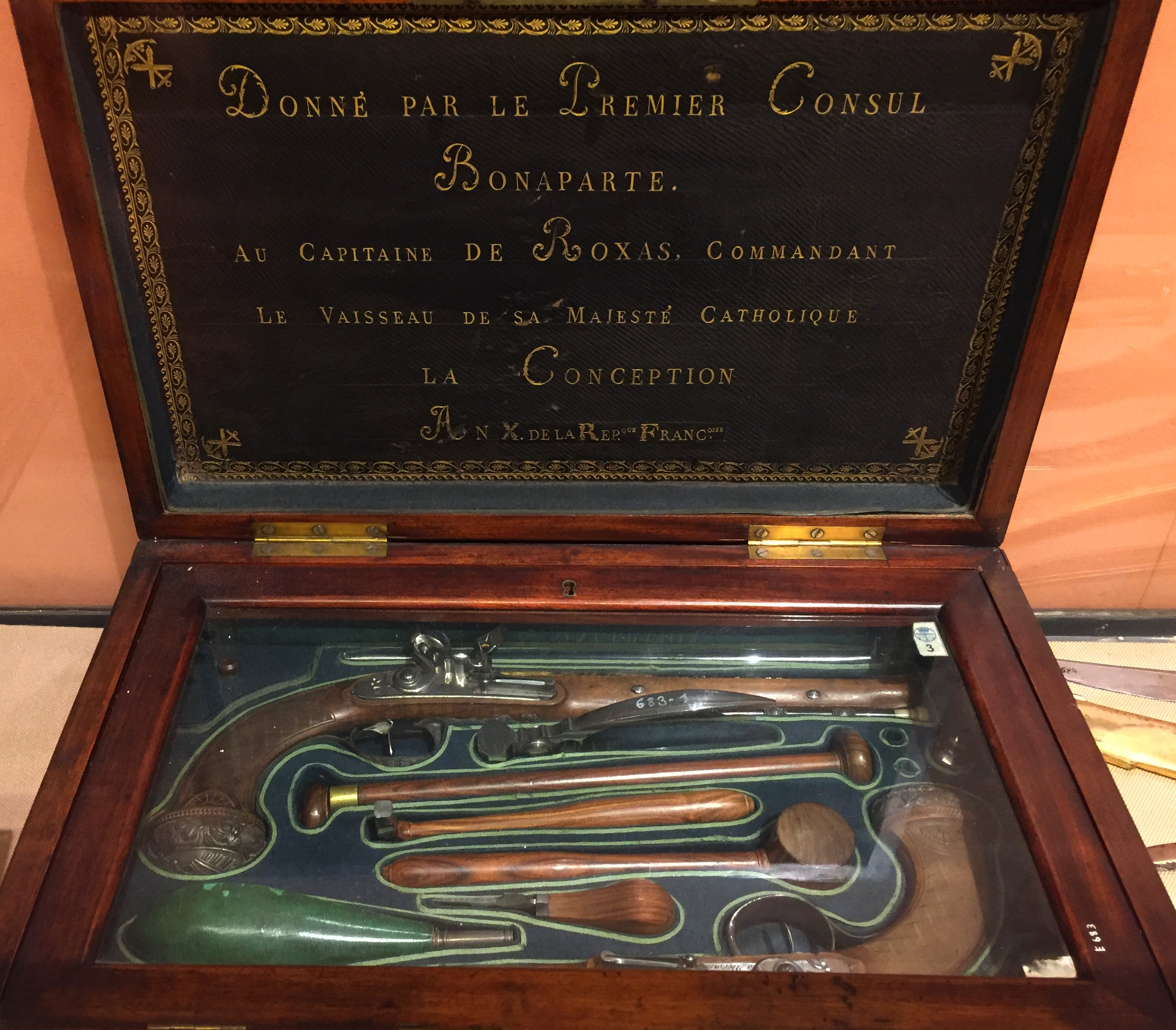
Pistolas regaladas por Francia a un capitán de navío español en 1802.

En Francia, la situación había dado un giro, y ahora parecía decidida a mantener una política bélica, conquistando Egipto y la Europa continental. El general Napoleón dio un golpe de Estado en 1799 y se hizo con el poder político en el país. En 1804 Napoleón se proclamó emperador. Sin embargo, España continuó su alianza con Francia e incluso envió a Dinamarca en 1807 tropas españolas, en liga con las francesas, para proteger esas costas de eventuales invasiones británicas durante las guerras napoleónicas. El imperialismo francés preocupaba seriamente al Reino Unido.
En 1801 España y Francia entraron en guerra contra Portugal, en lo que se conoció como guerra de las Naranjas, que terminó con victoria española.

## Consecuencias
En marzo de 1802 se firmó la Paz de Amiens entre Francia, España y la República Bátava por una parte y Gran Bretaña, por la otra. Napoleón había conquistado Malta en 1798, pero Gran Bretaña se la había arrebatado a este en el 1800. En la Paz de Amiens, se acordó que Gran Bretaña debía abandonar Malta y ceder su gobierno a la Orden de Malta, pero el Reino Unido no cumplió lo pactado. Por esta y otras causas, la paz entre Francia y Gran Bretaña se rompió en mayo de 1803. Aunque España trató de mantener la neutralidad, finalmente declaró la guerra en diciembre de 1804 tras un ataque británico, sin declaración previa de guerra.